# François Nivet
Pour les articles homonymes, voir Nivet.
 François Nivet , né le 9 décembre 1761 à Cognac (Charente), mort le 29 octobre 1829 à Nersac (Charente), est un officier français de la Révolution et de l’Empire.

## États de service
Il entre en service en septembre 1791, comme lieutenant au 2e bataillon de volontaires de la Charente, et ne pouvant suivre son unité à Saint-Domingue, il démissionne en juin 1792.
Il reprend du service le 4 septembre 1792, dans le 1er bataillon des Lombards, et est l’un des chefs du club de Bruxelles, où il se signale comme un orateur exalté. Il participe aux batailles de Valmy le 20 septembre 1792, et à celle de Jemappes le 6 novembre 1792.
Il reçoit son brevet de capitaine en janvier 1793, et le 14 février suivant, il devient adjoint provisoire à l’état-major de la place de Bruxelles. Le 17 juin 1793, il passe aide de camp du général Lavalette, et le 22 septembre 1793, il est nommé adjudant-général chef de brigade à l’armée du Nord. Il est arrêté le 27 juillet 1794, comme complice de Robespierre, relâché, puis de nouveau arrêté et définitivement relaxé par le Comité de Salut public en janvier 1795. Le 13 juin 1795, il n’est pas compris dans la réorganisation des états-majors, et il est réintégré le 10 août 1795 avec le grade de capitaine. 
Le 10 mars 1796, il est autorisé à rejoindre le 3e bataillon de volontaires de la Charente, et il quitte son corps en décembre 1796, avant d’être mis en congé de réforme le 13 novembre 1797.
Il est remis en activité le 25 juin 1798, avec le grade d’adjudant-général, et employé à l’état-major particulier du général en chef à l’armée d’Italie. Le 9 août 1798, il passe dans la 8e division militaire, et le 25 août suivant, dans la 9e division militaire. Le 21 novembre 1800, il est chargé du commandement de la place de Milan en état de siège, et le 12 janvier 1802, il est de nouveau réaffecté dans la 9e division militaire.
Le 29 septembre 1803, il rejoint la 5e division militaire à Strasbourg, et il est fait chevalier de la Légion d’honneur le 5 février 1804, et officier de l’ordre le 14 juin suivant,. Le 23 novembre 1805, il est employé à l’armée du Nord, comme chef d’état-major de la 4e division du 2e corps d’armée de réserve, et le 8 février 1806, il passe dans la 5e division avec les mêmes fonctions. Le 28 septembre 1806, il se rend à l’armée d’Allemagne, pour prendre le commandement de la place de Wittenberg à compter du 22 octobre 1806.
Le 28 avril 1807, il est employé au siège de Dantzig, sous les ordres du maréchal Lebebvre, et le 14 juillet 1807, il passe chef d’état-major du gouvernement de Dantzig sous les ordres du général Rapp. Le 2 mai 1809, il est muté à l’état-major général de la Grande Armée à Schönbrunn, et le 23 juillet 1810, il est affecté à l’armée d’Espagne, pour servir sous les ordres du duc de Tarente, comme chef d’état-major général de l’armée de Catalogne. Il est créé baron de l’Empire le 9 septembre 1810, et il est admis à la retraite le 25 novembre 1811.
Le 26 février 1814, il est rappelé à l’activité, et le 27 juin 1814, le roi Louis XVIII le désigne comme chef d’état-major de la 14e division militaire. Il est remis en retraite le 12 février 1815.
Rappelé pendant les Cent-Jours le 6 avril 1815, pour être employé à l’armée du Rhin sous les ordres du général Rapp, il est définitivement mis à la retraite le 9 septembre 1815.
Il meurt le 29 octobre 1829 à Nersac.

## Dotation
- Le 17 mars 1808, donataire d’une rente de 500 francs sur le Monte Napoleone[1].
- Le 15 août 1809, donataire d’une rente de 4 000 francs sur les biens réservés au Hanovre[1].

## Armoiries
| Figure | Nom du baron et blasonnement |
| ------ | --- |
|        | Armes du baron François Nivet et de l'Empire, décret du 15 août 1809, lettres patentes du 9 septembre 1810, officier de la Légion d'honneur. Coupé au premier parti à dextre d'azur au coq d'or, à sénestre des barons tirés de l'armée ; au deuxième d'argent au lion de gueules armé d'une épée de sable - Livrées : les couleurs de l'écu. |